# Issiaga Sylla
Issiaga Sylla (Conakry, 1º gennaio 1994) è un calciatore guineano, difensore dell'Asteras Tripolīs e della nazionale guineana.

## Carriera

### Club
Nella stagione 2011-2012 gioca una partita nella CAF Champions League con l'Horoya.
Nel 2012 si trasferisce in Francia, nel Tolosa, con cui gioca 4 partite nella Ligue 1 2012-2013.
Nel 2015 si trasferisce in presto al Gazélec Ajaccio neopromosso in Ligue 1.

### Nazionale
Nel 2011 esordisce in nazionale, con cui gioca 3 partite di qualificazione ai Mondiali 2014. Ha partecipato alla Coppa d'Africa del 2015, a quella del 2019 ed a quella del 2021.

## Statistiche

### Cronologia presenze e reti in nazionale
| Cronologia completa delle presenze e delle reti in nazionale ― Guinea | Cronologia completa delle presenze e delle reti in nazionale ― Guinea | Cronologia completa delle presenze e delle reti in nazionale ― Guinea | Cronologia completa delle presenze e delle reti in nazionale ― Guinea | Cronologia completa delle presenze e delle reti in nazionale ― Guinea | Cronologia completa delle presenze e delle reti in nazionale ― Guinea | Cronologia completa delle presenze e delle reti in nazionale ― Guinea | Cronologia completa delle presenze e delle reti in nazionale ― Guinea |
| Data                                                                  | Città                                                                 | In casa                                                               | Risultato                                                             | Ospiti                                                                | Competizione                                                          | Reti                                                                  | Note                                                                  |
| --------------------------------------------------------------------- | --------------------------------------------------------------------- | --------------------------------------------------------------------- | --------------------------------------------------------------------- | --------------------------------------------------------------------- | --------------------------------------------------------------------- | --------------------------------------------------------------------- | --------------------------------------------------------------------- |
| 7-9-2011                                                              | Caracas                                                               | Venezuela                                                             | 2 – 1                                                                 | Guinea                                                                | Amichevole                                                            | -                                                                     |                                                                       |
| 5-2-2013                                                              | Dakar                                                                 | Senegal                                                               | 1 – 1                                                                 | Guinea                                                                | Amichevole                                                            | -                                                                     | 79’                                                                   |
| 9-6-2013                                                              | Conakry                                                               | Guinea                                                                | 6 – 1                                                                 | Mozambico                                                             | Qual. Mondiali 2014                                                   | -                                                                     |                                                                       |
| 16-6-2013                                                             | Conakry                                                               | Guinea                                                                | 1 – 0                                                                 | Zimbabwe                                                              | Qual. Mondiali 2014                                                   | -                                                                     |                                                                       |
| 14-8-2013                                                             | Blida                                                                 | Algeria                                                               | 2 – 2                                                                 | Guinea                                                                | Amichevole                                                            | -                                                                     |                                                                       |
| 10-9-2013                                                             | El Gouna                                                              | Egitto                                                                | 4 – 2                                                                 | Guinea                                                                | Qual. Mondiali 2014                                                   | -                                                                     |                                                                       |
| 5-3-2014                                                              | Teheran                                                               | Iran                                                                  | 1 – 2                                                                 | Guinea                                                                | Amichevole                                                            | -                                                                     | 77’                                                                   |
| 25-5-2014                                                             | Colombes                                                              | Mali                                                                  | 1 – 2                                                                 | Guinea                                                                | Amichevole                                                            | -                                                                     |                                                                       |
| 5-9-2014                                                              | Casablanca                                                            | Guinea                                                                | 2 – 1                                                                 | Togo                                                                  | Qual. Coppa d'Africa 2015                                             | -                                                                     | 40’, 58’                                                              |
| 11-10-2014                                                            | Casablanca                                                            | Guinea                                                                | 1 – 1                                                                 | Ghana                                                                 | Qual. Coppa d'Africa 2015                                             | -                                                                     | 89’                                                                   |
| 15-10-2014                                                            | Tamale                                                                | Ghana                                                                 | 3 – 1                                                                 | Guinea                                                                | Qual. Coppa d'Africa 2015                                             | -                                                                     |                                                                       |
| 15-11-2014                                                            | Lomé                                                                  | Togo                                                                  | 1 – 4                                                                 | Guinea                                                                | Qual. Coppa d'Africa 2015                                             | -                                                                     |                                                                       |
| 19-11-2014                                                            | Casablanca                                                            | Guinea                                                                | 2 – 0                                                                 | Uganda                                                                | Qual. Coppa d'Africa 2015                                             | -                                                                     |                                                                       |
| 13-1-2015                                                             | Casablanca                                                            | Senegal                                                               | 5 – 2                                                                 | Guinea                                                                | Amichevole                                                            | -                                                                     |                                                                       |
| 20-1-2015                                                             | Malabo                                                                | Costa d'Avorio                                                        | 1 – 1                                                                 | Guinea                                                                | Coppa d'Africa 2015 - 1º turno                                        | -                                                                     |                                                                       |
| 24-1-2015                                                             | Malabo                                                                | Camerun                                                               | 1 – 1                                                                 | Guinea                                                                | Coppa d'Africa 2015 - 1º turno                                        | -                                                                     |                                                                       |
| 28-1-2015                                                             | Mongomo                                                               | Guinea                                                                | 1 – 1                                                                 | Mali                                                                  | Coppa d'Africa 2015 - 1º turno                                        | -                                                                     | 55’ 57’                                                               |
| 6-6-2015                                                              | Saint-Leu-la-Forêt                                                    | Guinea                                                                | 1 – 2                                                                 | Ciad                                                                  | Amichevole                                                            | -                                                                     | 58’                                                                   |
| 12-6-2015                                                             | Casablanca                                                            | Guinea                                                                | 1 – 2                                                                 | eSwatini                                                              | Qual. Coppa d'Africa 2017                                             | -                                                                     |                                                                       |
| 6-9-2015                                                              | Harare                                                                | Zimbabwe                                                              | 1 – 1                                                                 | Guinea                                                                | Qual. Coppa d'Africa 2017                                             | -                                                                     | 50’                                                                   |
| 9-10-2015                                                             | Algeri                                                                | Algeria                                                               | 1 – 2                                                                 | Guinea                                                                | Amichevole                                                            | -                                                                     |                                                                       |
| 12-10-2015                                                            | Agadir                                                                | Marocco                                                               | 1 – 1                                                                 | Guinea                                                                | Amichevole                                                            | -                                                                     | 57’                                                                   |
| 12-11-2015                                                            | Windhoek                                                              | Namibia                                                               | 0 – 1                                                                 | Guinea                                                                | Qual. Mondiali 2018                                                   | -                                                                     |                                                                       |
| 15-11-2015                                                            | Conakry                                                               | Guinea                                                                | 2 – 0                                                                 | Namibia                                                               | Qual. Mondiali 2018                                                   | -                                                                     |                                                                       |
| 25-3-2016                                                             | Conakry                                                               | Guinea                                                                | 0 – 0                                                                 | Malawi                                                                | Qual. Coppa d'Africa 2017                                             | -                                                                     |                                                                       |
| 5-6-2016                                                              | Lobamba                                                               | eSwatini                                                              | 1 – 0                                                                 | Guinea                                                                | Qual. Coppa d'Africa 2017                                             | -                                                                     |                                                                       |
| 9-10-2016                                                             | Monastir                                                              | Tunisia                                                               | 2 – 0                                                                 | Guinea                                                                | Qual. Mondiali 2018                                                   | -                                                                     |                                                                       |
| 13-11-2016                                                            | Conakry                                                               | Guinea                                                                | 1 – 2                                                                 | RD del Congo                                                          | Qual. Mondiali 2018                                                   | -                                                                     |                                                                       |
| 24-3-2017                                                             | Le Havre                                                              | Guinea                                                                | 2 – 2                                                                 | Gabon                                                                 | Amichevole                                                            | 1                                                                     |                                                                       |
| 28-3-2017                                                             | Yaoundé                                                               | Camerun                                                               | 1 – 2                                                                 | Guinea                                                                | Amichevole                                                            | -                                                                     |                                                                       |
| 6-6-2017                                                              | Blida                                                                 | Algeria                                                               | 2 – 1                                                                 | Guinea                                                                | Amichevole                                                            | -                                                                     | 70’                                                                   |
| 10-9-2017                                                             | Bouaké                                                                | Costa d'Avorio                                                        | 2 – 3                                                                 | Guinea                                                                | Qual. Coppa d'Africa 2019                                             | -                                                                     |                                                                       |
| 31-8-2017                                                             | Conakry                                                               | Guinea                                                                | 3 – 2                                                                 | Libia                                                                 | Qual. Mondiali 2018                                                   | -                                                                     |                                                                       |
| 4-9-2017                                                              | Monastir                                                              | Libia                                                                 | 1 – 0                                                                 | Guinea                                                                | Qual. Mondiali 2018                                                   | -                                                                     |                                                                       |
| 7-10-2017                                                             | Conakry                                                               | Guinea                                                                | 1 – 4                                                                 | Tunisia                                                               | Qual. Mondiali 2018                                                   | -                                                                     |                                                                       |
| 11-11-2017                                                            | Kinshasa                                                              | RD del Congo                                                          | 3 – 1                                                                 | Guinea                                                                | Qual. Mondiali 2018                                                   | -                                                                     |                                                                       |
| 24-3-2018                                                             | Nouakchott                                                            | Mauritania                                                            | 2 – 0                                                                 | Guinea                                                                | Amichevole                                                            | -                                                                     |                                                                       |
| 9-9-2018                                                              | Conakry                                                               | Guinea                                                                | 1 – 0                                                                 | Rep. Centrafricana                                                    | Qual. Coppa d'Africa 2019                                             | -                                                                     |                                                                       |
| 12-10-2018                                                            | Conakry                                                               | Guinea                                                                | 2 – 0                                                                 | Ruanda                                                                | Qual. Coppa d'Africa 2019                                             | -                                                                     |                                                                       |
| 16-10-2018                                                            | Kigali                                                                | Ruanda                                                                | 1 – 1                                                                 | Guinea                                                                | Qual. Coppa d'Africa 2019                                             | -                                                                     |                                                                       |
| 18-11-2018                                                            | Conakry                                                               | Guinea                                                                | 1 – 1                                                                 | Costa d'Avorio                                                        | Qual. Coppa d'Africa 2019                                             | -                                                                     |                                                                       |
| 24-3-2019                                                             | Bangui                                                                | Rep. Centrafricana                                                    | 0 – 0                                                                 | Guinea                                                                | Qual. Coppa d'Africa 2019                                             | -                                                                     |                                                                       |
| 7-6-2019                                                              | Conakry                                                               | Guinea                                                                | 0 – 1                                                                 | Gambia                                                                | Amichevole                                                            | -                                                                     |                                                                       |
| 11-6-2019                                                             | Marrakech                                                             | Benin                                                                 | 1 – 0                                                                 | Guinea                                                                | Amichevole                                                            | -                                                                     |                                                                       |
| 16-6-2019                                                             | Alessandria d'Egitto                                                  | Egitto                                                                | 3 – 1                                                                 | Guinea                                                                | Amichevole                                                            | -                                                                     | 29’                                                                   |
| 22-6-2019                                                             | Alessandria d'Egitto                                                  | Guinea                                                                | 2 – 2                                                                 | Madagascar                                                            | Coppa d'Africa 2019 - 1º Turno                                        | -                                                                     |                                                                       |
| 26-6-2019                                                             | Alessandria d'Egitto                                                  | Nigeria                                                               | 1 – 0                                                                 | Guinea                                                                | Coppa d'Africa 2019 - 1º Turno                                        | -                                                                     |                                                                       |
| 30-6-2019                                                             | Il Cairo                                                              | Burundi                                                               | 0 – 2                                                                 | Guinea                                                                | Coppa d'Africa 2019 - 1º Turno                                        | -                                                                     | 18’                                                                   |
| 7-7-2019                                                              | Il Cairo                                                              | Algeria                                                               | 3 – 0                                                                 | Guinea                                                                | Coppa d'Africa 2019 - Ottavi di finale                                | -                                                                     |                                                                       |
| 12-10-2019                                                            | Conakry                                                               | Guinea                                                                | 0 – 1                                                                 | Comore                                                                | Amichevole                                                            | -                                                                     | 47’                                                                   |
| 15-10-2019                                                            | Alicante                                                              | Cile                                                                  | 3 – 2                                                                 | Guinea                                                                | Amichevole                                                            | -                                                                     |                                                                       |
| 14-11-2019                                                            | Bamako                                                                | Mali                                                                  | 2 – 2                                                                 | Guinea                                                                | Qual. Coppa d'Africa 2021                                             | -                                                                     |                                                                       |
| 17-11-2019                                                            | Conakry                                                               | Guinea                                                                | 2 – 0                                                                 | Namibia                                                               | Qual. Coppa d'Africa 2021                                             | 1                                                                     |                                                                       |
| 11-11-2020                                                            | Conakry                                                               | Guinea                                                                | 1 – 0                                                                 | Ciad                                                                  | Qual. Coppa d'Africa 2021                                             | -                                                                     |                                                                       |
| 24-3-2021                                                             | Conakry                                                               | Guinea                                                                | 1 – 0                                                                 | Mali                                                                  | Qual. Coppa d'Africa 2021                                             | -                                                                     |                                                                       |
| 1-9-2021                                                              | Nouakchott                                                            | Guinea-Bissau                                                         | 1 – 1                                                                 | Guinea                                                                | Qual. Mondiali 2022                                                   | -                                                                     |                                                                       |
| 9-10-2021                                                             | Agadir                                                                | Guinea                                                                | 2 – 2                                                                 | Sudan                                                                 | Qual. Mondiali 2022                                                   | -                                                                     |                                                                       |
| 12-10-2021                                                            | Rabat                                                                 | Guinea                                                                | 1 – 4                                                                 | Marocco                                                               | Qual. Mondiali 2022                                                   | -                                                                     | 69’                                                                   |
| 12-11-2021                                                            | Conakry                                                               | Guinea                                                                | 0 – 0                                                                 | Guinea-Bissau                                                         | Qual. Mondiali 2022                                                   | -                                                                     |                                                                       |
| 16-11-2021                                                            | Rabat                                                                 | Marocco                                                               | 3 – 0                                                                 | Guinea                                                                | Qual. Mondiali 2022                                                   | -                                                                     | Cap.                                                                  |
| 3-1-2022                                                              | Kigali                                                                | Ruanda                                                                | 3 – 0                                                                 | Guinea                                                                | Amichevole                                                            | -                                                                     | Cap.                                                                  |
| 6-1-2022                                                              | Kigali                                                                | Ruanda                                                                | 0 – 2                                                                 | Guinea                                                                | Amichevole                                                            | -                                                                     | Cap. 45’                                                              |
| 10-1-2022                                                             | Bafoussam                                                             | Guinea                                                                | 1 – 0                                                                 | Malawi                                                                | Coppa d'Africa 2021 - 1º Turno                                        | 1                                                                     |                                                                       |
| 14-1-2022                                                             | Bafoussam                                                             | Senegal                                                               | 0 – 0                                                                 | Guinea                                                                | Coppa d'Africa 2021 - 1º Turno                                        | -                                                                     | 80’                                                                   |
| 18-1-2022                                                             | Bafoussam                                                             | Zimbabwe                                                              | 2 – 1                                                                 | Guinea                                                                | Coppa d'Africa 2021 - 1º Turno                                        | -                                                                     | 88’                                                                   |
| 25-3-2022                                                             | Courtrai                                                              | Sudafrica                                                             | 0 – 0                                                                 | Guinea                                                                | Amichevole                                                            | -                                                                     | Cap.                                                                  |
| 5-6-2022                                                              | Il Cairo                                                              | Egitto                                                                | 1 – 0                                                                 | Guinea                                                                | Qual. Coppa d'Africa 2023                                             | -                                                                     |                                                                       |
| 9-6-2022                                                              | Conakry                                                               | Guinea                                                                | 1 – 0                                                                 | Malawi                                                                | Qual. Coppa d'Africa 2023                                             | -                                                                     |                                                                       |
| 5-6-2022                                                              | Il Cairo                                                              | Egitto                                                                | 1 – 0                                                                 | Guinea                                                                | Qual. Coppa d'Africa 2023                                             | -                                                                     |                                                                       |
| 9-6-2022                                                              | Conakry                                                               | Guinea                                                                | 1 – 0                                                                 | Malawi                                                                | Qual. Coppa d'Africa 2023                                             | -                                                                     |                                                                       |
| 23-9-2022                                                             | Orano                                                                 | Algeria                                                               | 1 – 0                                                                 | Guinea                                                                | Amichevole                                                            | -                                                                     |                                                                       |
| 27-9-2022                                                             | Amiens                                                                | Costa d'Avorio                                                        | 3 – 1                                                                 | Guinea                                                                | Amichevole                                                            | -                                                                     |                                                                       |
| 24-3-2023                                                             | Casablanca                                                            | Guinea                                                                | 2 – 0                                                                 | Etiopia                                                               | Qual. Coppa d'Africa 2023                                             | -                                                                     |                                                                       |
| 27-3-2023                                                             | Rabat                                                                 | Etiopia                                                               | 2 – 3                                                                 | Guinea                                                                | Qual. Coppa d'Africa 2023                                             | -                                                                     |                                                                       |
| 14-6-2023                                                             | Marrakech                                                             | Guinea                                                                | 1 – 2                                                                 | Egitto                                                                | Qual. Coppa d'Africa 2023                                             | -                                                                     |                                                                       |
| 17-6-2023                                                             | Cornellà de Llobregat                                                 | Brasile                                                               | 4 – 1                                                                 | Guinea                                                                | Amichevole                                                            | -                                                                     | 86’                                                                   |
| 9-9-2023                                                              | Lilongwe                                                              | Malawi                                                                | 2 – 2                                                                 | Guinea                                                                | Qual. Coppa d'Africa 2023                                             | -                                                                     |                                                                       |
| 15-1-2024                                                             | Yamoussoukro                                                          | Camerun                                                               | 1 – 1                                                                 | Guinea                                                                | Coppa d'Africa 2023 - 1º turno                                        | -                                                                     | 90+6’                                                                 |
| 19-1-2024                                                             | Yamoussoukro                                                          | Guinea                                                                | 1 – 0                                                                 | Gambia                                                                | Coppa d'Africa 2023 - 1º turno                                        | -                                                                     | Cap.                                                                  |
| 23-1-2024                                                             | Yamoussoukro                                                          | Guinea                                                                | 0 – 2                                                                 | Senegal                                                               | Coppa d'Africa 2023 - 1º turno                                        | -                                                                     |                                                                       |
| 28-1-2024                                                             | Abidjan                                                               | Guinea Equatoriale                                                    | 0 – 1                                                                 | Guinea                                                                | Coppa d'Africa 2023 - Ottavi di finale                                | -                                                                     | Cap.                                                                  |
| 2-2-2024                                                              | Abidjan                                                               | RD del Congo                                                          | 3 – 1                                                                 | Guinea                                                                | Coppa d'Africa 2023 - Quarti di finale                                | -                                                                     |                                                                       |
| 6-6-2024                                                              | Baraki                                                                | Algeria                                                               | 1 – 2                                                                 | Guinea                                                                | Qual. Mondiali 2026                                                   | -                                                                     | Cap.                                                                  |
| 10-6-2024                                                             | El Jadida                                                             | Guinea                                                                | 0 – 1                                                                 | Mozambico                                                             | Qual. Mondiali 2026                                                   | -                                                                     | 65’                                                                   |
| 12-10-2024                                                            | Abidjan                                                               | Guinea                                                                | 4 – 1                                                                 | Etiopia                                                               | Qual. Coppa d'Africa 2025                                             | -                                                                     | Cap.                                                                  |
| 15-10-2024                                                            | Abidjan                                                               | Etiopia                                                               | 0 – 3                                                                 | Guinea                                                                | Qual. Coppa d'Africa 2025                                             | -                                                                     | Cap.                                                                  |
| 16-11-2024                                                            | Abidjan                                                               | Guinea                                                                | 1 – 0                                                                 | RD del Congo                                                          | Qual. Coppa d'Africa 2025                                             | -                                                                     | Cap.                                                                  |
| 19-11-2024                                                            | Dar es Salaam                                                         | Tanzania                                                              | 1 – 0                                                                 | Guinea                                                                | Qual. Coppa d'Africa 2025                                             | -                                                                     | Cap.                                                                  |
| 21-3-2025                                                             | Abidjan                                                               | Guinea                                                                | 0 – 0                                                                 | Somalia                                                               | Qual. Mondiali 2026                                                   | -                                                                     | Cap.                                                                  |
| 25-3-2025                                                             | Kampala                                                               | Uganda                                                                | 1 – 0                                                                 | Guinea                                                                | Qual. Mondiali 2026                                                   | -                                                                     | Cap. 75’                                                              |
| Totale                                                                |                                                                       | Presenze                                                              | 88                                                                    |                                                                       | Reti                                                                  | 3                                                                     |                                                                       |

## Palmarès

### Club

#### Competizioni nazionali
- Ligue 2: 1

Tolosa: 2021-2022